# Kürn
Kürn ist ein Gemeindeteil der Gemeinde Bernhardswald im Oberpfälzer Landkreis Regensburg in Bayern.

## Geografische Lage
Das Pfarrdorf Kürn liegt in der Region Regensburg etwa sechs Kilometer nordwestlich von Bernhardswald. Es liegt an der Staatsstraße 2150, die von Regensburg nach Nittenau führt.
Die höchste Erhebung in Kürn und zugleich in der Gemeinde Bernhardswald liegt auf 584 Metern Höhe und heißt Hoher Stein.

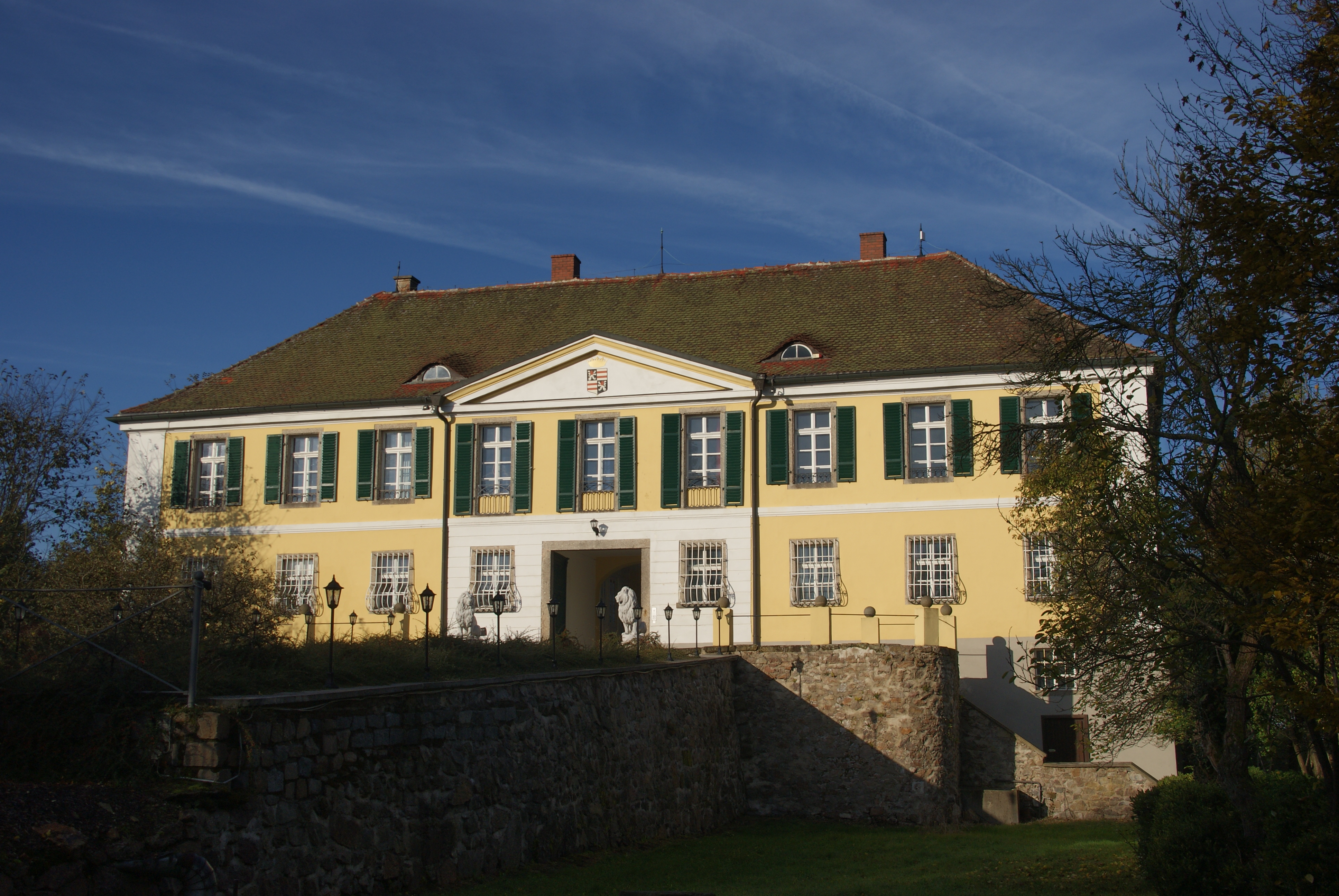
Schloss Kürn

## Geschichte
Die Erbauer der örtlichen Burg waren die Herren von Kürn. Sie werden 1197 erstmals erwähnt, 1299 dann auch ein castrum dictum Churn. Nach dem Verkauf von Burg und Herrschaft Kürn an die Paulsdorfer 1394 verlagerten die Herren von Kürn ihren Herrschaftssitz auf Burg Kürnberg bei Stamsried, wo Hans Kürner 1422 als der letzte Kürnberger erwähnt wird. Spätere Besitzer der Burg Kürn waren 1623 die Herzöge von Bayern und ab 1642 die Familie von Stingelheim.
Die katholische Loretokirche Mariä Heimsuchung wurde 1700/01 als Lorettokapelle erbaut. Im Zuge der Verwaltungsreformen in Bayern entstanden mit dem Gemeindeedikt von 1818 die heutigen Gemeinden, so auch Bernhardswald und Kürn. In Kürn bestand zudem Patrimonialgerichte II. Ordnung. 1825 brannte das Kürner Schloss ab und wurde in klassizistischen Formen neu aufgebaut. Es befindet sich seit 1830 im Besitz der Grafen von Walderdorff. Die letzten Reste der Adelsherrschaft wurden in der Revolution 1848 aufgehoben.
Die Gemeinde Kürn umfasste die Orte Appertszwing, Eichelmühle, Elendbaumgarten, Elendbleschen, Gambach, Grubhof, Högelstein, Lammelhöfl, Lieberg, Löchl, Maad (seit 1. Januar 1981 zu Regenstauf gehörig), Oberharm, Oberlipplgütl (Saugraben), Ödenhof, Pillmannsberg, Plessenberg, Rothenhofstatt (Joklhof), Schlaghof, Schneckenreuth, Seibersdorf, Steinrinnen, Thalhof, Unterharm, Unterlipplgütl (Schnepfenhöfl) und Weg. Am 1. Januar 1972 wurde die Gemeinde Kürn zur Gemeinde Bernhardswald eingemeindet.

## Weblink
- Kürn in der Ortsdatenbank der Bayerischen Landesbibliothek Online. Bayerische Staatsbibliothek

## Belege
1. ↑  Gemeinde Bernhardswald, Bürgerversammlung 2023
2. ↑  Historischer Atlas von Bayern: Altbayern Reihe I Heft 41: Das Landgericht Stadtamhof, die Reichsherrschaften Donaustauf und Wörth S. 100–102.
3. ↑  Gemeinde Bernhardswald: 50 Jahre Großgemeinde Bernhardswald 1972-2022. Hrsg.: Gemeinde Bernhardswald. Schmidl & Rotaplan Druck GmbH, Regensburg 2023, S. 128.
4. ↑  Wilhelm Volkert (Hrsg.): Handbuch der bayerischen Ämter, Gemeinden und Gerichte 1799–1980. C. H. Beck, München 1983, ISBN 3-406-09669-7, S. 573.